# Sonny Corleone
Santino (Sonny) Corleone is een personage uit Mario Puzo's roman De Peetvader (1969) en de verfilming The Godfather (1972). In het boek en de film is Sonny de oudste zoon van de New Yorkse maffiabaas Don Vito Corleone. Hij heeft twee broers, Michael Corleone en Fredo Corleone, en één zus, Connie Corleone. Hij heeft ook een geadopteerde broer, Tom Hagen.
In de film The Godfather wordt het personage van Sonny Corleone vertolkt door James Caan.

## Rol in deGodfather Saga
Sonny is de impulsiefste en gewelddadigste van Vito's zonen. Bovendien heeft hij een zwak voor het vrouwelijk geslacht. Voor Michaels tijd als opvolger van Don Vito, is Sonny het meest van alle zonen betrokken bij de familiezaken. Zijn vader nam de schuld daarvoor op zich, omdat Sonny hem op jonge leeftijd Don Fanucci had zien vermoorden. Naast Sonny's gewelddadige natuur heeft hij ook een zachtere kant. Op 11-jarige leeftijd ontmoette hij Tom Hagen op straat. Hij nam de dakloze jongen mee naar huis en Hagen bleef sindsdien bij de familie wonen.
De normale gang van zaken in Sonny's leven wordt verstoord wanneer Virgil Sollozzo met een voorstel om in de drugshandel te stappen naar Don Vito komt. De Don weigert, maar Sonny toont in een moment van zwakte wel interesse in het voorstel van Sollozzo. De Don berispt hem daar dan ook voor. Sollozzo gelooft daarop echter dat als hij de Don uit de weg kan ruimen, Sonny wel in zee met hem zou gaan. Sollozzo beraamt vervolgens een (mislukte) aanslag op Don Corleone.
De peetvader geraakt wel zwaargewond en moet een lange weg afleggen om er weer bovenop te komen. In deze periode leidt Sonny de familiezaken. Hij bereidt een maffiaoorlog voor tegen Sollozzo en de Tattaglia's (die instonden voor Sollozzo). Sonny's broer, Michael, is vrijwilliger om Sollozzo en corrupte politiecommissaris McCluskey neer te schieten. Eerst is Sonny tegen dit idee, maar Michael weet hem te overtuigen. Ook komt Sonny erachter dat zijn zusje Connie al een lange tijd wordt mishandeld door zijn schoonbroertje Carlo Rizzi. Dit pikt Sonny echter niet en pakt Carlo kort daarna terug. Dat doet hij door Carlo flink in elkaar te slaan en hem te laten liggen tussen de menigte die er ondertussen bij is gaan kijken. Hier breekt zijn vriendschap met Carlo.
In de oorlog met de familie Tattaglia geeft Sonny de opdracht tot het vermoorden van Bruno Tattaglia, zoon van de maffiabaas Philip Tattaglia. Als wraak wordt Carlo Rizzi, de echtgenoot van Connie Corleone en oud vriend van Sonny Corleone, benaderd door Don Emilio Barzini om mee te helpen bij het opzetten van een val voor Sonny. Carlo gaat akkoord en om Sonny buiten te lokken, slaat Carlo opnieuw zijn vrouw Connie. Connie belt daarop het huis van haar ouders, waar ze Sonny uiteindelijk aan de lijn krijgt. Die snelt in razernij naar zijn wagen om naar Connie toe te komen en Carlo nogmaals aan te pakken. Zonder lijfwachten rijdt hij richting stad. Wanneer hij aan een tolhuisje arriveert, wordt hij door een stel maffiosi met machinegeweren neergeschoten. Hij sterft op 31-jarige leeftijd. Sonny's dood brengt Don Vito tot het voorstellen van een wapenstilstand.
Na Vito's dood neemt de nieuwe Don, Michael Corleone, wraak op Carlo Rizzi voor zijn aandeel in de moord op zijn broer Sonny Corleone. Ook rekent hij af met de leiders van de Five Families onder wie Philip Tattaglia.

## Rol in deGodfather Sequels
Op het eind van The Godfather part II maakt Sonny nog een kort optreden in een flashback. In dit fragment zitten Sonny, Michael, Connie, Fredo, Tom Hagen en Carlo Rizzi aan tafel te wachten op de Don. Je krijgt te zien dat Sonny Carlo voorstelt aan zijn zus Connie. Michael vertelt in dit fragment dat hij zich als vrijwilliger in het leger heeft opgegeven om te vechten in de Tweede Wereldoorlog. Sonny wordt kwaad omwille van die beslissing en zegt dat Michael zijn leven gaat wagen voor vreemdelingen.